# Stranka za neovisnost Portorika
Stranka za neovisnost Portorika (španjolski: Partido Independentista Puertorriqueño - Puerto Rican Independence Party - PIP) je portorkanska politička stranka koja se u svom programu zalaže za neovisnost Portorika od Sjedinjenih Džava. Stranku je 20. listopada 1946. osnovao Gilberto Concepción de Gracia. To je jedna od tri najjače političke stranke na Portoriku te druga najstarija stranka od svih registriranih na Portoriku.
Oni koji slijede PIP ideologiju se obično zovu independentistas, pipiolos, ili katkad samo aktivisti za neovisnost u jezičnom govornom području.

## Povijest
Stranka je počela kao izborno krilo Portorikanskog pokreta za neovisnost. To je najveća od svih stranaka koje se zalažu za neovisnost.